# Sprachstatistik
Sprachstatistik kann auf zweierlei Weise verstanden werden: Einerseits als die Statistik der Sprachen – in diesem Sinne auch als Sprachenstatistik bezeichnet –, andererseits als jede Art statistischer Untersuchung beliebiger sprachlicher Eigenschaften oder Gegenstände und ihrer Veränderungen. Im zweiten Sinn ist sie auch als Statistische Linguistik oder Linguostatistik bekannt. Noch weiter gespannte Ziele verfolgt die Quantitative Linguistik, nämlich eine Sprachtheorie zu entwickeln, zu der beispielsweise das Menzerathsche Gesetz und das Zipfsche Gesetz gehören.

## Aufgaben und Ziele der Sprachstatistik
Sprachstatistische Erhebungen dienen in vielen Fällen praktischen oder auch wissenschaftlichen Zwecken. Wenn man zum Beispiel weiß, wie häufig Buchstaben in einer Sprache vorkommen, kann man verschlüsselte Texte lesbar machen. Bei stilistischen Untersuchungen (Quantitative Stilistik) geht es darum, Besonderheiten des Sprachgebrauchs einzelner Autoren, Textklassen, Epochen oder verschiedener Kommunikationsbereiche (wie den Stil der Presse und Publizistik oder der Alltagssprache) zu charakterisieren. Wendet man statistische Methoden auf literarische Texte an, so betreibt man nach einem Vorschlag von Fucks (1968: 77, 88) Quantitative Literaturwissenschaft. Die Möglichkeiten der Statistik bei Stiluntersuchungen skizziert David Crystal (1993: 67). Auch für die Feststellung, wie schwierig ein Text gestaltet ist, kann die Sprachstatistik wesentliche Hilfe leisten. So dienen die Lesbarkeitsindizes dazu, die Lesbarkeit, das heißt den Schwierigkeitsgrad von Texten, zu messen. Auch der Wortschatz der Sprachen ist unter dem Begriff Lexikostatistik in vielfältiger Weise Gegenstand der Sprachstatistik: Hier geht es unter anderem um die Erstellung von Häufigkeitswörterbüchern und um die Verfallsraten, denen der Wortschatz unterliegt (Glottochronologie). Die Erhebung der Häufigkeit von Wörtern bildet außerdem eine wesentliche Voraussetzung für die Erstellung von Grundwortschätzen und damit für die Sprachdidaktik. Die Inhaltsanalyse bedient sich quantitativer Verfahren (Quantitative Inhaltsanalyse), um herauszufinden, welche Themen eine wie große Beachtung finden.
Ganz praktischen Zwecken diente auch die Stichometrie in der Antike: Zum Beispiel wurden Textlängen bestimmt, um eine Grundlage für die Abrechnung des Schreiberlohns zu haben.
Es gibt also viele Einsatzmöglichkeiten für die Sprachstatistik. Oft geht es aber auch nur um die Befriedigung der Neugier: Man will einfach wissen, was wie häufig vorkommt oder wie seine Häufigkeiten sich mit der Zeit ändern, ohne dass damit unmittelbar weitergehende Ziele verfolgt werden. In diesem Zusammenhang kann man auf die immer wieder gestellte Frage verweisen, wie umfangreich der Wortschatz des Deutschen oder auch der anderer Sprachen, und genau so, wie umfangreich der Wortschatz bestimmter Autoren sei.

## Zur Geschichte
Häufigkeitsuntersuchungen zu sprachlichen Phänomenen reichen bis in die indische und griechische Antike zurück, wo unter anderem kombinatorische Überlegungen zur Bildung sprachlicher Einheiten angestellt wurden, eine Tradition, die sich über viele Jahrhunderte erhielt. Eine der Fragen, die hier unter anderen von Leibniz behandelt wurden, war, wie viele Wörter sich aus einem Alphabet mit einer bestimmten Anzahl von Buchstaben bilden lassen. Später folgten Wort-, noch später Lautstatistiken und manches andere mehr. Neben diesen auf die Untersuchung von Sprache/Sprachen konzentrierten Arbeiten folgten auch solche im Dienste von Nachbardisziplinen. Im 19. Jahrhundert wurden seit den 30er Jahren immer wieder Lautstatistiken erstellt, um die Stenographie zu optimieren. Der Literaturwissenschaft dienen vielfältige Ansätze, zum Beispiel Untersuchungen mit Mitteln der Stilometrie zur Identifizierung anonymer Autoren. Auch Arbeiten zur ästhetischen Qualität literarischer Werke sind zu nennen: der Psychologe Karl Groos veröffentlichte mit „Die akustischen Phänomene in der Lyrik Schillers“ (1910) eine Arbeit, in welcher er eine sprachstatistische Untersuchung präsentierte.

## Sprachstatistik des Deutschen
Zur Sprachstatistik des Deutschen: Vielfältige Übersichten zur Sprachstatistik des Deutschen (Buchstaben- und Lauthäufigkeiten, Grammatik, Wortschatz) findet man bei Helmut Meier (1967). Etliche Daten zum Deutschen und seinen Entwicklungstendenzen enthalten die entsprechenden Werke von Braun (1998) und Sommerfeldt (1988). Einige Daten stellen auch König (2005) und Duden. Die deutsche Rechtschreibung (2017) zusammen. Zu vielen Themen (Häufigkeit von Morph-, Satz-, Silben- und Wortlängen; Änderung der Häufigkeiten beim Individuum und in der Sprachgeschichte; Häufigkeit von Wortarten und viele andere Aspekte) finden sich in Untersuchungen zur Quantitativen Linguistik ebenfalls statistische Daten vor allem zum Deutschen, aber auch zu etlichen anderen Sprachen.

## Statistische Grundlagen
Die statistischen Grundlagen kann man den Handbüchern der vielen wissenschaftlichen Disziplinen (Psychologie, Soziologie, Wirtschaftswissenschaften, …) entnehmen, die sich in ihrer Forschung auch auf Statistik stützen. Es gibt aber auch Werke, die speziell für Linguisten verfasst sind oder zumindest schwerpunktmäßig linguistische Themen berücksichtigen. So stellen Altmann (1995), von Essen (1979), Hoffmann & Piotrowski (1979), Nikitopoulos (1973), Schlobinski (1996) und Wimmer & Altmann (1999) für unterschiedliche Ansprüche statistische (und z. T. wissenschaftstheoretische) Grundlagen für Linguisten dar.

## Zeitschrift
- Statistical methods in linguistics (SMIL), Språkförlaget Skriptor, Stockholm, 1961–1978.